# 1922 في المملكة المتحدة
فيما يلي قوائم الأحداث التي وقعت خلال عام 1922 في المملكة المتحدة.

## سياسة

### تعيين في المنصب
- 1 يناير – إرنست بفين Transport and General Workers' Union [الإنجليزية]‏.
- 23 أكتوبر – أندرو بونار لو زعيم حزب المحافظين (المملكة المتحدة)، رئيس وزراء المملكة المتحدة، زعيم مجلس العموم [الإنجليزية]‏.
- 27 أكتوبر – ستانلي بلدوين مستشار الخزانة.
- 22 نوفمبر – رامزي ماكدونالد زعيم حزب العمال.

### انتهاء فترة المنصب
- 19 أكتوبر – ديفيد لويد جورج رئيس وزراء المملكة المتحدة.
- 19 أكتوبر – ستانلي بلدوين رئيس مجلس التجارة [الإنجليزية]‏.
- 19 أكتوبر – ونستون تشرشل وزارة المستعمرات في بريطانيا.
- 23 أكتوبر – أوستن شامبرلين اللورد أمين الختم الكنيف [الإنجليزية]‏.
- 21 نوفمبر – هربرت أسكويث زعيم معارضة.

## رياضة
- 1 يناير – بطولة العالم لسباق الدراجات على الطريق 1922
- 1 يناير – بطولة العالم للدراجات على المضمار 1922
- 1 يناير – بطولة ويمبلدون 1922

## ظهور
- 1 يناير – العدو الغامض كتاب من تأليف أجاثا كريستي.

## كتب
من الكتب التي صدرت هذه السنة في المملكة المتحدة:
- 1 يناير – أعمدة الحكمة السبعة من تأليف توماس إدوارد لورنس.
- 1 يناير – الأرض اليباب من تأليف ت. س. إليوت.
- 1 يناير – العدو الغامض من تأليف أجاثا كريستي.

## مواليد

### يناير
- 10 يناير – بيلي ليدل لاعب كرة قدم إنجليزي.
- 20 يناير – جون هيك
- 21 يناير – باول سكوفيلد ممثل إنجليزي.

### فبراير
- 6 فبراير – باتريك ماكني
- 13 فبراير – فرانسيس بيم، البارون بيم سياسي بريطاني.
- 28 فبراير – سيد أوين لاعب ومدرب كرة قدم إنجليزي.

### مارس
- 7 مارس – بيتر ميرفي لاعب كرة قدم إنجليزي.
- 13 مارس – جورج مكابي حكم كرة قدم من المملكة المتحدة.

### أبريل
- 5 أبريل – توم فيني لاعب كرة قدم إنجليزي.
- 15 أبريل – رالف جونسون لاعب كرة قدم إنجليزي.
- 16 أبريل – كينجسلي أميس

### مايو
- 3 مايو – لين شاكليتون لاعب كرة قدم إنجليزي.
- 12 مايو – روي سالفادوري
- 20 مايو – كليفورد تشارلز بتلر فيزيائي بريطاني.
- 27 مايو – كرستوفر لي
- 31 مايو – دنهولم إليوت

### يونيو
- 22 يونيو – اوين ويتاكر عالم فلك بريطاني.

### يوليو
- 12 يوليو – مايكل فينتريس مهندس معماري بريطاني.

### أغسطس
- 9 أغسطس – فيليب لاركن

### سبتمبر
- 5 سبتمبر – دينيس ويلكينسون
- 11 سبتمبر – روبرت داي مخرج أفلام بريطاني.

### أكتوبر
- 5 أكتوبر – جوك ستين لاعب ومدرب كرة قدم اسكتلندي.

### نوفمبر
- 3 نوفمبر – إيان بانبوري درّاج طريق من المملكة المتحدة.

## وفيات

### يناير
- 11 يناير – جاك روبسون (مواليد 1860) مدرب كرة قدم من المملكة المتحدة.
- 22 يناير – وليام كريستي (مواليد 1845) عالم فلك بريطاني.

### أبريل
- 9 أبريل – باتريك مانسون (مواليد 1844)

### أغسطس
- 2 أغسطس – ألكسندر غراهام بيل (مواليد 1847) عالِم ومخترع عُرف لعمله على الهاتف.
- 30 أغسطس – وليم إدوارد دي وينتون (مواليد 1856) عالم حيوان من المملكة المتحدة.

### سبتمبر
- 1 سبتمبر – إدموند لايتون (مواليد 1852) رسام من المملكة المتحدة.
- 10 سبتمبر – ويلفريد بلنت (مواليد 1840)

### أكتوبر
- 7 أكتوبر – ماري لويد (مواليد 1870)
- 28 أكتوبر – ألكسندر كروم براون (مواليد 1838)

### نوفمبر
- 30 نوفمبر – إسحق بيلي بلفور (مواليد 1853)

### ديسمبر
- 15 ديسمبر – جورج هاربر (مواليد 1865)
- 27 ديسمبر – توماس ديفيس (مواليد 1843)